# 1743 en philosophie
Chronologie de la philosophie
- 1739
- 1740
- 1741
- 1742
- 1743
- 1744
- 1745
- 1746
- 1747

L’année 1743 a été marquée, en philosophie, par les événements suivants :

## Publications
- Jean-Jacques Rousseau : Dissertation sur la musique moderne.

## Naissances
- Francesco Soave (né en 1743 à Lugano et mort en 1806 à Pavie) est un philosophe et un universitaire italo-suisse de la fin du XVIIIe et du début du XIXe siècle.